# Referencje
Referencje – często używana i powszechna metoda selekcji przy przyjmowaniu nowych pracowników do pracy. Celem wystawiania referencji jest rekomendacja pracownika następnym pracodawcom. Dzięki referencjom poznaje się opinię innych na temat kandydata, jego charakteru, jednakże powinno się do nich podchodzić ostrożnie. Dobra referencja nie zawsze opisuje dobrego pracownika - dlatego tak ważne jest sprawdzenie wiarygodności zebranych opinii. Podczas selekcji  osoba zajmująca się rekrutacją i selekcją pracowników w firmie ma na celu skonfrontować zgromadzone informacje z rzeczywistością np. poprzez kontakt z osobą, która wystawiła referencje. Referencje mogą mieć także charakter telefoniczny.